# Djbdns
djbdns представляет собой простой и безопасный набор программ для обслуживания и разрешения (resolving) DNS зон, разработанный Дэниелом Бернштейном. Автор программы создал его после обнаружения многочисленных ошибок в коде BIND. Он пообещал премию в $1000 тому, кто найдёт ошибку в коде djbdns.
На 2004 год, входящая в набор djbdns компонента tinydns была вторым по популярности DNS-сервером по количеству обслуживаемых доменов.
В 2009 году Матью Демпски (Matthew Dempsky) нашёл уязвимости в dnscache.

## Компоненты djbdns
Серверы:
- dnscache — кэширующий DNS сервер
- tinydns — полномочный DNS сервер
- walldns — «reverse DNS wall», обеспечивает только преобразование между IP-адресами и доменными именами.
- rbldns — сервер, разработанный для RBL.
- axfrdns — сервер для переноса зоны.

Клиентские программы:
- axfr-get — клиент для переноса зон.
- dnsip — простое разрешение FQDN-имени в ip-адрес.
- dnsipq — разрешение неполных имен на основе правил изменения (дополнения) имен.
- dnsname — простой поиск имени по IP-адресу.
- dnstxt — простой поиск TXT-записи.
- dnsmx — поиск почтового обменника (mail exchanger).
- dnsfilter — параллельный поиск имен для IP-адресов, считываемых из стандартного ввода (stdin).
- dnsqr — рекурсивный поиск записей.
- dnsq — нерекурсивный поиск записей, удобен для отладки и поиска проблем.
- dnstrace (и dnstracesort) — всесторонняя проверка цепочек полномочий (chains of authority).

…и несколько сопутствующих инструментов конфигурирования.
В djbdns различные функции и сервисы, такие как передача зон через AXFR, разделены между отдельными программами. Разбор файла зон, кэширование DNS-записей и рекурсивный поиск записей также выполнены в виде отдельных программ. Результатом этого дизайнерского решения стало чрезвычайное уменьшение объёма кода и сложности программ-демонов, которые отвечают на клиентские запросы. Даниел Бернштейн (и многие другие) осознают, что этот подход хорошо согласуется с духом UNIX, и делает проверку безопасности более простой.

## Пример использования клиентских утилит
Обратный резолвинг нескольких хостов из файла:
```
root@host[/root]# cat file-with-list-ip.txt | dnsfilter
194.87.0.50=www.ru
87.118.90.81=ns.km35112.keymachine.de
93.158.134.8=ya.ru

```

Содержание файла file-with-list-ip.txt:
```
194.87.0.50
87.118.90.81
93.158.134.8

```

Получение ip адреса по имени, для нескольких хостов из файла:
```
#!/bin/sh

# Use: ./h2ip.sh dns-list-file.txt
# 
# Example output:
# www.ru=194.87.0.50
# ns.ru=87.118.90.81
# ya.ru=93.158.134.8 77.88.21.8 213.180.204.8

echo "Using DNS file list: $1"

for name in `cat $1`;
do
        echo -n $name=;
        dnsip $name;
done

```

Использование:
```
# chmod +x h2ip.sh; ./h2ip.sh dns-list-file.txt

```

Для bash, в консоли:
```
for name in `cat dns-list-file.txt`; do echo -n $name=;dnsip $name; done

```

## Ситуация с лицензией
Ранее пакет распространялся как программное обеспечение без лицензии, что не согласовалось с Open Source Definition. Это мешало djbdns быть включённым в некоторые дистрибутивы Linux, такие как Debian Linux. Использование djbdns было бесплатно для всех; исходный код был общедоступен и мог быть загружен бесплатно всеми желающими; он был открыт для проверки и изменения всеми желающими. Единственное ограничение состояло в том, что нельзя было распространять модифицированную версию djbdns; изменения могли распространяться только как заплатки к исходному коду.
28 декабря 2008 года djbdns (точнее файл djbdns-1.05.tar.gz, чья хеш-сумма MD5 равна 3147c5cd56832aa3b41955c7a51cbeb2) перешёл в общественное достояние.